# Visit Panama Cup de 2013
O Visit Panama Cup de 2013 foi um torneio profissional de tênis jogado em quadras de saibro. Foi a segunda edição do torneio, que fez parte do ATP Challenger Tour de 2013. Ela ocorreu na [[Cidade do Panamá], Panamá, entre 15 e 21 de abril de 2013.

## Entradas na chave principal de simples

### Cabeças de chave
| País | Jogador                     | Rank1 | N° |
| ---- | --------------------------- | ----- | -- |
| ITA  | Flavio Cipolla              | 107   | 1  |
| ARG  | Federico Delbonis           | 116   | 2  |
| ESP  | Rubén Ramírez Hidalgo       | 117   | 3  |
| ESP  | Daniel Muñoz de la Nava     | 129   | 4  |
| FRA  | Jonathan Dasnières de Veigy | 147   | 5  |
| ARG  | Diego Sebastián Schwartzman | 150   | 6  |
| COL  | Alejandro González          | 167   | 7  |
| CHI  | Jorge Aguilar               | 182   | 8  |

- 1 Rankings de 8 de Abril de 2013.

### Outras entradas
Os seguintes jogadores receberam wildcards para entrar na chave principal:
- Flavio Cipolla
- Walner Espinoza
- Nicolás Massú
- Jesse Witten

Os seguintes jogadores usaram Special Exempt para entrar na chave principal:
- Axel Michon

Os seguintes jogadores entraram pelo qualifying:
- Iván Endara
- Víctor Estrella
- Gerald Melzer
- Ricardo Rodríguez
- Florian Reynet (lucky loser)

## Entradas na chave principal de duplas

### Cabeças de chave
| País | Jogador          | País | Jogador           | Rank1 | N° |
| ---- | ---------------- | ---- | ----------------- | ----- | -- |
| AUT  | Oliver Marach    | GER  | Frank Moser       | 126   | 1  |
| ARG  | Facundo Bagnis   | ARG  | Federico Delbonis | 333   | 2  |
| ARG  | Renzo Olivo      | ARG  | Marco Trungelliti | 334   | 3  |
| BRA  | Fabiano de Paula | ITA  | Claudio Grassi    | 363   | 4  |

- 1 Rankings de 8 de Abril de 2013.

### Outras entradas
Os seguintes jogadores receberam wildcards para entrar na chave principal:
- Sam Barnett /  Cătălin-Ionuț Gârd
- Iván Endara /  Walner Espinoza
- Nicolás Massú /  Guillermo Rivera-Aránguiz

## Campeões

### Simples
- Rubén Ramírez Hidalgo der.  Alejandro González, 6–4, 5–7, 7–6(7–4)

### Duplas
- Jorge Aguilar /  Sergio Galdós der.  Alejandro González /  Julio César Campozano, 6–4, 6–4